# ベロシティ・オブ・ゲイリー
『ベロシティ・オブ・ゲイリー』（原題：The Velocity of Gary）は1998年のアメリカの映画。
監督は『草の上の月』のダン・アイアランド。ヴィンセント・ドノフリオ主演。
バイセクシャルを描いた青春映画。

## 製作
監督は、『草の上の月』のダン・アイアランドが行った。また同作に出演しているヴィンセント・ドノフリオが、本作にも出演している。
出演シーンは少ないが、本作に出演したイーサン・ホークは、ヴィンセント・ドノフリオと同年公開の『ニュートン・ボーイズ』でも共演しており、以後も『ニューヨーク、狼たちの野望』、『チェルシーホテル』でも共演している。

## ストーリー
田舎から都会へ出たゲイリー(トーマス・ジェーン)は、同性のヴァレンチノ(ヴィンセント・ドノフリオ)に惹かれるようになる。
ゲイリーはヴァレンチノの恋人メアリー(サルマ・ハエック)と、ヴァレンチノを奪いあうが、ヴァレンチノはエイズに倒れてしまう。

## キャスト
- ヴァレンチノ - ヴィンセント・ドノフリオ
- ゲイリー - トーマス・ジェーン
- メアリー - サルマ・ハエック
- ヴェロニカ - オリヴィア・ダボ
- ドロシー - エリザベス・ドノフリオ
- ナット - イーサン・ホーク

## その他
- ヴィンセント・ドノフリオの姉エリザベス・ドノフリオが、ドロシー役で出演している。
- 走っている少年役で出演したホーク・ドノフリオは、エリザベス・ドノフリオの息子でヴィンセント・ドノフリオの甥にあたる。
- 日本では劇場非公開で、DVDなども販売されておらず、鑑賞するには輸入盤DVDを取り寄せる必要がある[3]。